# داگ مک‌کلور
داگ مک‌کلور (انگلیسی: Doug McClure؛ ۱۱ مهٔ ۱۹۳۵ – ۵ فوریهٔ ۱۹۹۵) یک هنرپیشه اهل ایالات متحده آمریکا بود. وی بین سال‌های ۱۹۵۶ تا ۱۹۹۵ میلادی فعالیت می‌کرد.
از فیلم‌های او می‌توان به بو ژست و تیپهدس اشاره نمود.